# Patologia (film)
Patologia (tytuł oryg. Pathology) – amerykański film fabularny z roku 2008.

## Fabuła
Ted Grey jest obiecującym studentem medycyny sądowej. Na stażu poznaje grupkę patologów, którzy tworzą zamknięte środowisko i nie akceptują nowych medyków. Jednak doktor Jake Gallo pewnej nocy wprowadza go w ich tajemnicze życie. Okazuje się, że prowadzą grę, której celem jest dokonanie niezauważalnego morderstwa w jak najbardziej wyszukany sposób. Ich ofiarami padają umierający pacjenci, degeneraci, bezdomni. Potem spotykają się w podziemiach szpitala i usiłują odnaleźć przyczynę śmierci przeprowadzając sekcję zwłok. Ted wciąga się w tę morderczą grę oraz w ognisty romans z Juliette Bath. Jego uporządkowane życie i planowany ślub z Gwen Williamson stają się nagle niezwykle odległe.

## Obsada
- Alyssa Milano jako Gwen
- Milo Ventimiglia jako Ted Gray
- Michael Weston jako Jake
- Lauren Lee Smith jako Juliette Bath
- Dan Callahan jako Chip Bentwood
- Johnny Whitworth jako Griffin
- Mei Melançon jako Catherine Ivy
- Keir O’Donnell jako Ben Stravinsky